# Castello di Terra

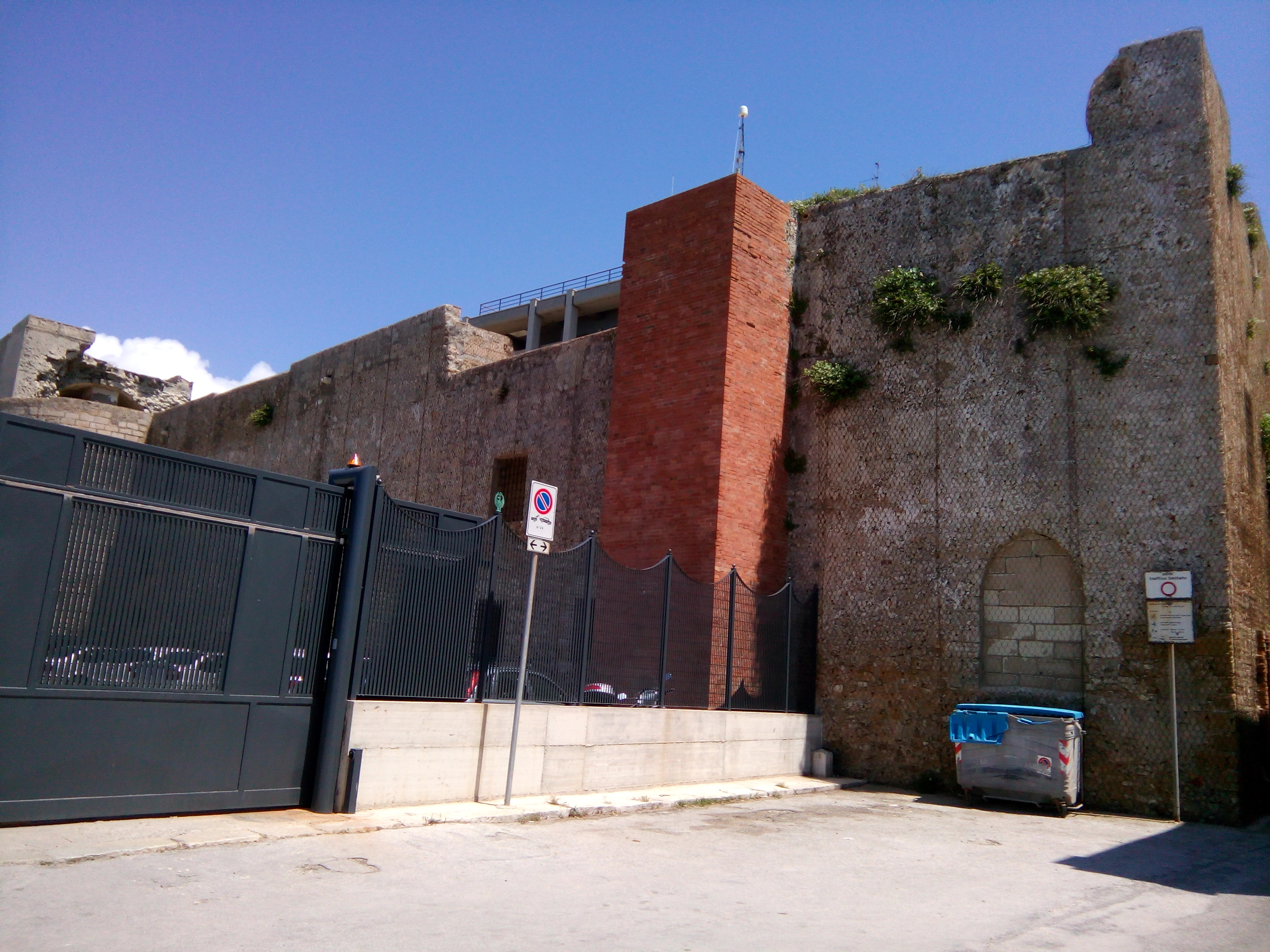
Rückseite als Innenhof des Polizeipräsidiums

Das Castello di Terra in der Stadt Trapani auf Sizilien ist eine ehemalige mittelalterliche Festung im Stadtzentrum, auf dessen Planum sich heute die Gebäude der Polizia Di Stato – Questura Di Trapani befinden. Weniger als die Hälfte der ursprünglichen Anlage ist heute noch sichtbar. Das Castello gehörte zu einer Reihe von Verteidigungsbauwerken, vor allem weiterer Türme. Castello di Terra ist einer der fünf Türme im Stadtwappen; die anderen sind der benachbarte Torre di Ligny sowie der Torre Colombaia, der Torre Nubia und der abgetragene Torre Pali.

## Geschichte
Über die Ursprünge der Anlage ist heute wenig bekannt. Die heute noch vorhandene Burg wurde von Jakob dem Gerechten im 12. Jahrhundert auf den Resten einer karthagischen Anlage gebaut, über die bereits Diodoro Siculo berichtete. Giuseppe Maria di Ferro (1774–1836) gibt das Jahr 1318 an. Dort wird der Erbauer allerdings als Friedrich II. (HRR) bezeichnet. Somit müssten die Grundmauern bereits seit der Besiedlung der Punier Bestand haben. Östlich der Burg verlief damals ein Kanal, der die Anlage von der restlichen Stadt abtrennte und die Halbinsel zu einer besser zu verteidigenden Insel machte.
Der Gebäudekomplex wurde mehrfach um- und angebaut, zuletzt im 19. Jahrhundert, als er als Kaserne diente. Spätestens seit dieser Zeit stand das Gebäude für Exekutivaufgaben zur Verfügung. In den 1970er Jahren wurde der südliche Teil der Anlage abgerissen, um Platz für den Verwaltungsneubau zu schaffen. Vereinzelte Proteste gegen dieses Vorhaben wie die Petition des Historikers Vincenzo Adragna (1928–1999) aus dem benachbarten Erice liefen ins Leere. 1992 und 1994 fanden archäologische Ausgrabungen statt, die halfen, die Vergangenheit dieser Epoche wieder verstärkt ins öffentliche Bewusstsein zu rücken. Die Verwaltung ist seit dem bemüht, die Burg touristisch zu erschließen.